# Ферекід Сіросський
Ферекід Сіросський (584 до н. е., острів Сірос — 499 до н. е.) — давньогрецький філософ, сучасник Анаксимандра, «семи мудреців» (деякими істориками Ферекід сам до них відносився) та іонійських мудреців. Учень Піттака та учитель Піфагора. Вважається першим грецьким прозаїком. Автор «Теогонії» та «Космогонії». Сучасники (особливо спартанці) високо шанували його за чистоту життя. Поблизу Магнезії на честь нього був споруджений героон (грец. «ήρωον») — (святиня/святилище «героя»).

## Філософія
Головні заслуги Ферекіда належать галузі філософії. Дотримуючись теологічного напрямку грецької думки, він намагався пояснити процес світоутворення з міфічних уявлень. Ферекід, як і Епіменід, Акусилай та ін. автори міфічних теогоній, стоїть на межі між наївним світоспогляданням міфічної думки і першими науковими спробами найдавніших грецьких філософів.
У своєму творі «Πεντέμυχος» (за іншими «Επτάμυχος» — відповідно «П'ять» або «Сім надр»), Ферекід говорить про творення світу з п'яти «надр», тобто поглибленнях або западинах Землі, в яких збираються, розподіляються і змішуються сили природи. Звідси ж виникає покоління богів в п'яти генераціях («γενεά πεντέμυχος» або «πεντέκοσμος»).
Серед цих генерацій згадуються:
- Океаніди, родоначальником яких був Океан — уособлення води;
- Офіоніди, що походять від хтонічного божества Офіонея — уособлення землі;
- Кроніди, що ведуть походження від Крона — уособлення неба або ефіру;
- У четвертому поколінні уособлювалася Вогняна стихія;
- У п'ятому — атмосфера.

Всі западини, глибини, печери, за Ферекідом, заповнені духами (богами), які через своє народження та зникнення змінюють явища видимого світу. На противагу Гесіоду, який вважає виникнення всього існуючого з темряви та хаосу, Ферекід зводить початок світу до досконалої, розумної продуктивної сили — Зевса, якого він називає Засом, за ним виступають ще Крон та Гея.
Від Зевса та Геї походять усі стихії: вода, повітря і вогонь, розподілившись у тих же западинах. Для процесу творення світу Зевс перетворюється на Ерота, але перш ніж запанував порядок, йому довелося витримати боротьбу з Офіонеєм, якого  Кроно скинув у морську безодню.
За іншим міркуванням Ферекіда, Зевс огортається широкою мантією. На цьому покрові виткані земля, океан і джерела океану. У влаштованому таким чином світі триває дія демонічних сил, причому Зевс тих богів (тобто душі), які чинять неправедно, видаляє в Тартар.
За свідченням давніх істориків, Ферекід вірив у переселення душ, як і його учень Піфагор, тому відмовився від м'ясної їжі та виконував певні обряди з очищення. Порівняно з космогонією Гесіода, система Ферекіда свідчить про значні успіхи в розвитку філософського мислення: в ній помічається вже ясно виражена узагальнююча думка. Деякі дослідники знаходять у світогяді Ферекіда значний вплив східної філософії.

## ГномиФерекіда
- «Найкраще — ворог доброго.»
- «Геніальна думка звучить однаково розумно на усіх мовах.»
- «Генії стоять на плечах титанів.»
- «Довіра своїй інтуіції — перший крок до великих починань.»
- «Якщо бідність — мати злочину, то ледарство — його бабця.»
- «Знання, не народжене попереднім досвідом, веде до помилок та непотрібних страждань.»
- «Інстинкт та розум розривають душу на різні сторони.»
- «Висміювати інших люблять лише ліниві.»
- «Ледарство — мати усіх пороків та хвороб.»
- «Власний приклад завжди діє сильніше, ніж повчання та матеріальна допомога.»
- «Той, хто прагне бути благочинним, вже трохи благочинний.»
- «Тупість, лінь та марнотратство завжди йдуть поруч.»[2]